# 海軍衛生学校
海軍衛生学校（かいぐんえいせいがっこう）は、海軍病院や病院船・艦船・地上基地の診療・防疫に必要な看護術・衛生術の修得者を養成する教育機関のことである。日本海軍では衛生下士官または中学校卒業生を対象に、普通科・高等科・特修科・専攻科を設置した。神奈川県横浜市の戸塚海軍衛生学校と、広島県賀茂郡乃美尾村（後の黒瀬町、現・東広島市）の賀茂海軍衛生学校の2箇所が設置された。

## 概要と沿革
診療・治療・防疫の最前線で活動する看護士・衛生士の養成は、従来は各軍港や温泉地に設置した海軍病院に練習部を設置し、練習生の学習・実習を推進してきた。しかし太平洋戦争の開戦により、練習生の大量増員が必要になると、海軍病院練習部だけでは対応できなくなることが予想された。
そこで、1942年（昭和17年）9月に着工した戸塚海軍病院（現・横浜医療センター）に併設する練習部を大幅に増強し、看護術・衛生術の教育機関とすることになった。当初、戸塚病院は海軍軍医学校分校として計画されたが、軍医将校・下士官技師の養成を目指す軍医校と、衛生兵・下士官の養成を目指す衛生校の住み分けが調整され、衛生校も軍医校と同様に高等科・普通科・特修科・選科を設定した。
戸塚病院は1943年（昭和18年）3月に開院し、練習部も同時に教育を開始した。しかし太平洋戦争は劣勢のまま進捗し、衛生練習生の増員は急務となったため、1943年7月に着工した賀茂海軍病院（現・賀茂精神医療センター）にも練習部を設置することとなった。賀茂病院は1944年（昭和19年）5月に開院し、練習部も同時に教育を開始した。戸塚病院は横須賀鎮守府・舞鶴鎮守府の要員と軍医科練習生、賀茂病院は呉鎮守府・佐世保鎮守府の要員と薬剤科・歯科医科練習生を受け入れた。
しかし練習部が開かれた1944年（昭和19年）度、高等科の採用停止と特修科の練習生と選修生の制度廃止が実施されたため、当初より4科制は瓦解していた。門戸を閉ざされた高等科候補生は軍医校への狭き門へと転身させられた。
1945年（昭和20年）4月1日、両練習部は病院から独立し、衛生学校に改編された。
1945年7月、戸塚校は中学卒業生700名を特別幹部練習生として募集し、緊急養成に入ったが、敗戦のために修了には至らなかった。両校が卒業生を送り出す前に終戦を迎えたため、最前線で医療に貢献できた者はいない。ただし、広島への原爆投下に際し、賀茂校の歯科医見習尉官50名と特別練習生70名が治療のために派遣されている。
終戦後、戸塚校の建物は進駐軍が接収した。1946年3月に社会福祉法人聖母会が譲り受けて養老院を運営していたが、1955年の火災で焼失した。

## 戸塚衛生学校長
- 金井泉 軍医少将：1945年4月1日 - 閉校

## 賀茂衛生学校長
- 田辺優 軍医少将：1945年4月1日 - 閉校